# Lotta sulla spiaggia ai Giochi del Mediterraneo sulla spiaggia
La lotta sulla spiaggia è inserito nel programma dei Giochi del Mediterraneo sulla spiaggia sin dall'edizione inaugurale che si è svolta nel 2013, comprendendo sia gare maschili che gare femminili. 

## Edizioni
| Giochi | Anno | Sede      | Gare |
| ------ | ---- | --------- | ---- |
| I      | 2015 | Pescara   | 7    |
| II     | 2019 | Patrasso  | 6    |
| III    | 2023 | Heraklion | 7    |

## Medagliere complessivo
Aggiornato alla terza edizione
| Pos.   | Paese   | Oro | Argento | Bronzo | Totale |
| ------ | ------- | --- | ------- | ------ | ------ |
| 1      | Grecia  | 7   | 11      | 7      | 25     |
| 2      | Italia  | 3   | 2       | 3      | 8      |
| 3      | Francia | 3   | 1       | 2      | 6      |
| 4      | Spagna  | 2   | 1       | 2      | 5      |
| 5      | Siria   | 2   | 1       | 1      | 4      |
| 6      | Algeria | 1   | 4       | 2      | 7      |
| 7      | Egitto  | 1   | 0       | 1      | 2      |
| 7      | Albania | 1   | 0       | 1      | 2      |
| 9      | Croazia | 0   | 0       | 1      | 1      |
| 9      | Tunisia | 0   | 0       | 1      | 1      |
| Totale | Totale  | 20  | 20      | 21     | 61     |